# Tunnel-canal d'Arzviller
Ne doit pas être confondu avec Tunnel ferroviaire d'Arzviller.
Pour un article plus général, voir Canal de la Marne au Rhin.
Le tunnel-canal d'Arzviller, ou souterrain d'Arzviller, est un tunnel-canal situé à Arzviller sur le canal de la Marne au Rhin Est, qui traverse le massif des Vosges du Nord entre les vallées de la Zorn et du Teigelbach. Sa longueur est de 2 307 m.

## Histoire
L'Histoire de la construction du tunnel d'Arzviller est étroitement liée à celle de la ligne de chemin de fer Paris - Strasbourg. Cet ouvrage fait partie du tronçon qui assure le franchissement de la ligne des Vosges par la trouée du col de Saverne, plus précisément par la vallée des Éclusiers.

Le Ministre Victor Duruy nous donne ses impressions lors d'un voyage en chemin de fer sur la ligne Paris-Strasbourg en 1860, où il est d'abord déçu de ne pas apercevoir les Vosges :
« Je me prépare à bien les voir, les voici. Hélas ! nous entrons sous terre et les passons dans une suite de tunnels sombres et bruyants. De temps en temps on revient au jour et une fraîche vallée vous sourit : la forêt, les rochers surplombants se montrent ; quelques ruines même, celles des châteaux de Lutzelbourg, de Haut-Barr et de Gérolseck, se laissent entrevoir. Mais comme une décoration d'opéra qui, au coup de sifflet du machiniste, change à vue, la locomotive lance dans l'air son sifflement aigu, tout disparaît et nous retombons brutalement dans la nuit.
Le canal et le chemin de fer se suivent comme deux coureurs rivaux, se heurtent, se croisent et se superposent, tantôt l'un, tantôt l'autre est dessous. Ici c'est la locomotive qui regarde de haut le navire ; à Hommarting, le navire le lui rend bien ; notre convoi passe à 12 mètres en contrebas du canal »
« Nous sortons de l'autre côté de la montagne, dans la vallée de la Zorn, à Saverne, qu'on appelait la Clef de l'Alsace, parce que la voie romaine de Metz à Strasbourg y passait »

## Caractéristiques

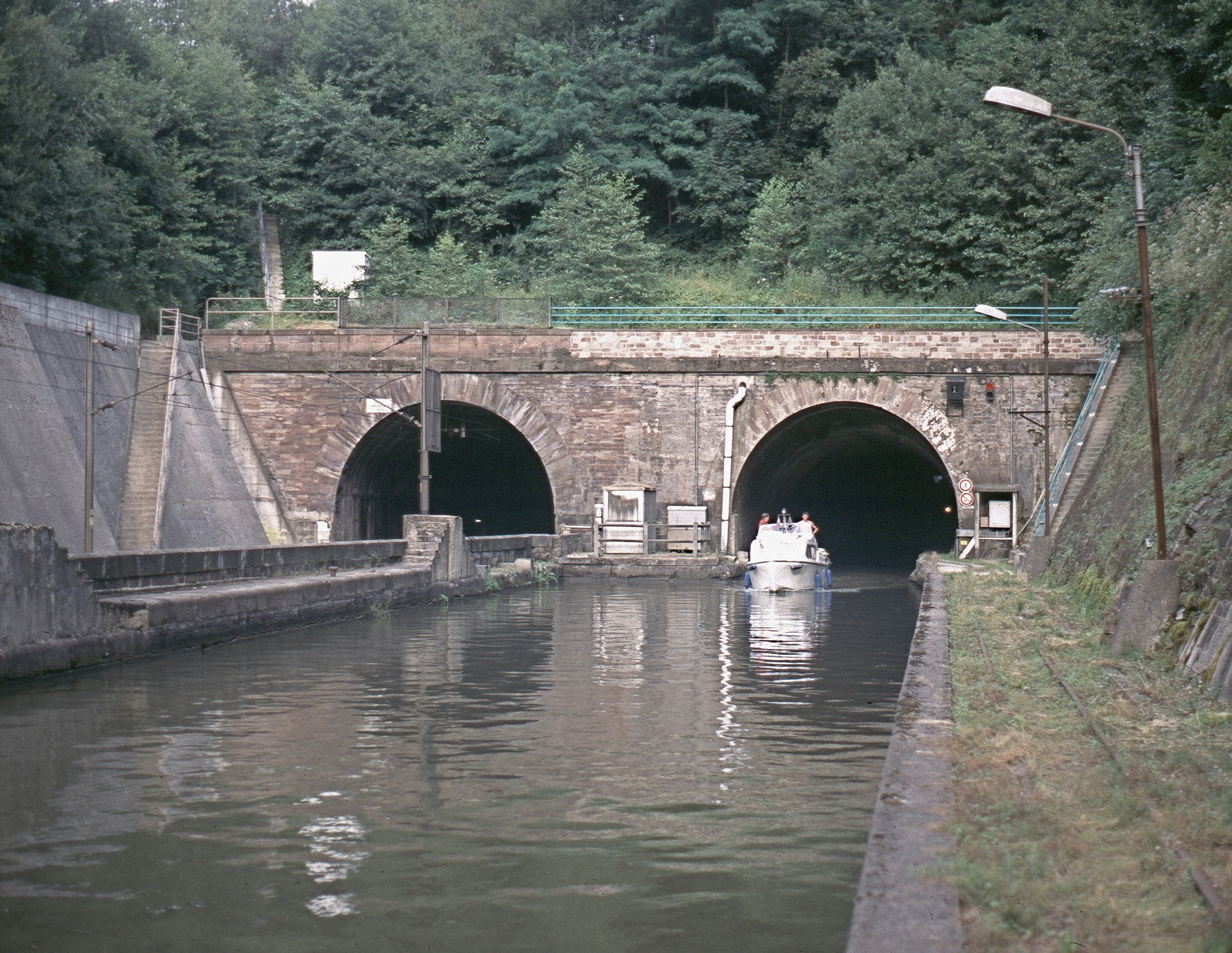
Entrée ouest du tunnel-canal à droite et du tunnel ferroviaire à gauche

Pour franchir les Vosges du Nord, la ligne ferroviaire de Paris à Strasbourg et le canal se rejoignent peu avant le petit village d’Arzviller perché sur une hauteur, à peu près à mi-distance entre Sarrebourg et Saverne. Les deux tunnels, fluvial et ferroviaire, sont parallèles. Le canal, côté ouest, franchit un autre court tunnel, celui de Niderviller. 

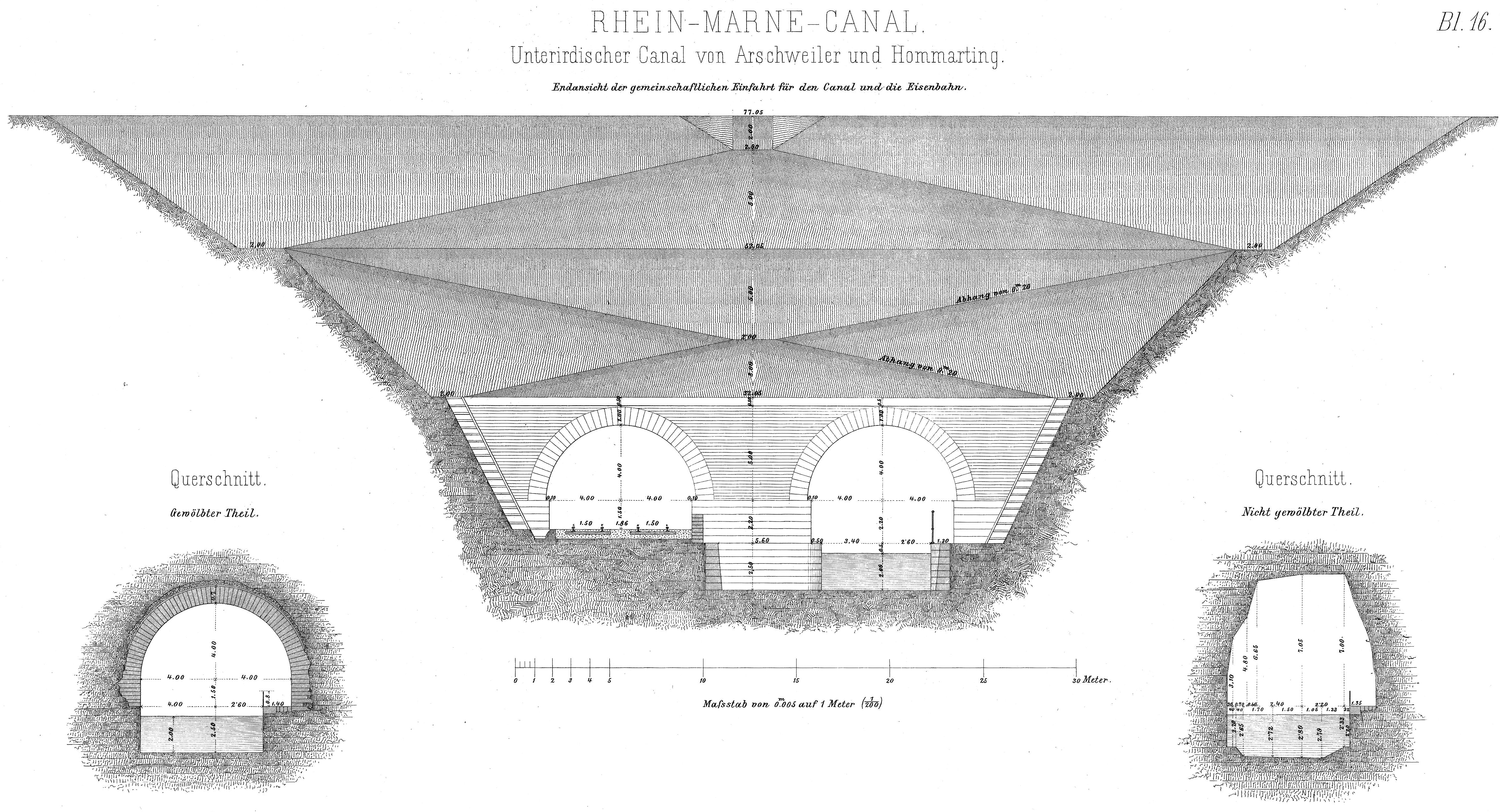
Coupe des deux tubes du tunnel ferroviaire et fluvial.

La banquette latérale a livré passage à une voie ferrée de halage dont la partie souterraine est toujours utilisée pour réaliser divers entretiens. Il a par ailleurs servi au creusement du tunnel ferroviaire voisin auquel il est relié par 14 galeries d’intercommunication.
En 2020, les équipements de sécurité et de moyens d’exploitation et de maintenance des deux tunnel-canals sont modernisés par VNF. Des installations favorables à l'hivernage des chauves-souris sont alors installées.

## Traversée du tunnel
Longtemps réclamée par la batellerie, la traction mécanique fut installée à partir de 1930 sur le canal de la Marne au Rhin. Les péniches n’étant pas autorisées à fonctionner dans ces deux souterrains, des tracteurs électriques de la Compagnie de Navigation du Nord et de l’Est les prenaient en charge pour franchir les deux tunnels. La traversée est aujourd'hui libre moyennant le respect de consignes indiquées par l'exploitant du canal Voies navigables de France (VNF).
En 2020, le tunnel est franchi par plus de 8 000 bateaux de plaisance par an.